# Национальный союз художников Украины
Национальный союз художников Украины, ГП (укр. Національна спілка художників України, ДП) — всеукраинская творческая организация, объединяющая профессиональных художников и искусствоведов (3897 участников по каталогу членов НСХУ на 3 августа 2010), а также известные центры художественных промыслов (Петриковка, Косов, Львов и др.).
Материальная база НСХУ — художественные предприятия, дома творчества и отдыха, выставочные площади, издательские и полиграфические мощности, мастерские художников.

## История
Основан в 1938 году (первоначальное название — Союз советских художников Украины) как республиканское отделение Союза художников СССР. С 1951 года — Союз художников УССР.
Основанию предшествовала пятилетняя подготовительная работа специального организационного комитета, учреждённого в 1933 году в Харькове — тогдашней столице Украинской ССР.

### Съезды
- 1-й — 1938
- 2-й — 1956
- 3-й — 1962
- 4-й — 1968
- 5-й — 1973
- 6-й — 1977
- 7-й — 1982
- 8-й — 2021

1-й съезд проходил в Харькове, остальные в Киеве.

### Председатели правления
- 1938—1941 — Бойченко, Иван Васильевич
- 1941—1944 — Пащенко Александр Сафонович
- 1944—1949 — Касиян, Василий Ильич
- 1949—1951 — Шовкуненко, Алексей Алексеевич
- 1951—1955 — Хмелько, Михаил Иванович
- 1955—1962 — Дерегус, Михаил Гордеевич
- 1962—1968 — Касиян, Василий Ильич
- 1968—1982 — Бородай, Василий Захарович
- 1982 — Скобликов, Александр Павлович
- 1983—1989 — Лопухов, Александр Михайлович
- 1990—2021 — Чепелик, Владимир Андреевич
- С 2021 — Чернявский Константин Владимирович

## Направления деятельности
Основные задачи НСХУ — возрождение и развитие всех видов украинского искусства как неотъемлемой составной части мировой культуры, консолидация творческих сил страны, обеспечение свободы художественного творчества, проведение конференций, общенациональных, персональных, инновационных выставок, содействие профессиональному росту членов организации, социальная защита её участников. По инициативе НСХУ и других украинских творческих союзов принят закон Украины «О профессиональных творческих работниках и творческих союзах». Указом президента Украины установлен профессиональный праздник — День художника. Совместно с Министерством культуры Украины учреждены премии НСХУ имени Екатерины Белокур и Михаила Дерегуса.
С 1991 года НСХУ издаёт ежеквартальный иллюстрированный журнал «Изобразительное искусство», освещающий современное состояние, историю, теорию, методологию, эстетику и практику изобразительного искусства Украины.

## Награды
- Почётная грамота Президиума Верховного Совета РСФСР (5 июня 1969 года) — за большой вклад в развитие и укрепление взаимосвязей братских национальных культур и активное участие в проведении Декады украинской литературы и искусства в РСФСР[5].
- Почётная грамота Президиума Верховного Совета РСФСР (1979 год)[6].